# Ждан, Михаил-Богдан Петрович
Михаил-Богдан Петрович Ждан (13 июля 1906, с. Коровица Голодовская Любачувский повят, Галичина, Австро-Венгрия — 25 июля 1975,  Кливленд, штат Огайо, США) — украинский историк и педагог. Действительный член Научного общества имени Тараса Шевченко, Украинской свободной академии наук и Украинского исторического общества.

## Биография
Родился в семье управляющего панским поместьем. После окончания украинской гимназии в Перемышле (ныне. Пшемысль, Польша) учился в местной духовной семинарии, которую не окончил по причине отказа от обета безбрачия.
Позже изучал историю и географию во Львовском университете. В 1931 году защитил магистерскую диссертацию, посвящённую литовско-татарским связям периода правления Великого князя литовского Витовта.
После завершения учёбы в университете учительствовал, в 1933—1939 годах преподавал в польской гимназии в Любачуве. В 1944 году — в эмиграции.
Организатор и директор украинских гимназий в лагерях Западной Германии (1945—1949). После переехал в США.
В 1950-е годы — директор курсов украиноведения в Кливленде (штат Огайо, США). В 1963—1975 годах — сотрудник журнала «Український історик».
Один из основателей и член Украинского исторического общества, принимал активное участие в работе над Энциклопедией украиноведения (подготовил более 120 статей).
Автор работ по истории отношений древнерусских земель с Золотой Ордой, Украины в составе Великого княжества Литовского, по историографии и биографистики.
Опубликовал ряд фундаментальных рецензий на труды советских историков, посвященных древнерусскому периоду.

## Избранные публикации
- Stosunki litewsko-tatarskie za czasów Witolda, w. ks. Litwy (пол.). — Wilno, 1931. — 74 S. Архивировано 19 декабря 2024 года.
- The Dependence of Halych-Volyn' Rus' on the Golden Horde (англ.) // The Slavonic and East European Review. — 1957. — Vol. 35, no. 85. — P. 505—522. Архивировано 27 мая 2024 года.
- Україна і Золота Орда: Українсько-татарська проблематика 13-15 ст. у світлі нової історіографії // УІ. 1964. № 4;
- Золота Орда // Визвольний шлях. 1966. № 3-4;
- Битва над Калкою і другий напад татар на Україну та його наслідки в світлі Історії України-Руси М. Грушевського // УІ. 1966. № 1-2;
- До питання про залежність Галицько-Волинської Руси від Золотої Орди. Мюнхен; Нью-Йорк, 1968;
- Романовичі і Німецький Хрестоносний орден // УІ. 1973. № 3-4;
- Княжа доба в інтерпретації радянських істориків // Там само. 1977. № 1-2.